# شهرباني
كان شهرباني الذي كان يسمّى سابقًا نظمية قوة إنفاذ القانون في إيران، مع واجبات الشرطة داخل المدن. تأسست في عهد أسرة قاجار وفي نهاية المطاف تم دمجها في 1 أبريل 1991 مع قوات الدرك الريفية وقوات شرطة الطرق ولجان الثورة الإسلامية وتمّ تأسيس قوة إنفاذ القانون في جمهورية إيران الإسلامية (ناجا).